# Gewone eenstreepdansvlieg
De gewone eenstreepdansvlieg (Empis stercorea) is een vlieg uit de familie van de dansvliegen (Empididae). De wetenschappelijke naam van de soort werd in 1761 gepubliceerd door Carl Linnaeus. Hij komt met name voor op struiken en kruiden aan randsituaties zoals langs bosranden en slootranden.

## Kenmerken
De gewone eenstreepdansvlieg is een grote soort van het geslacht Empis. De mannetjes bereiken een lichaamslengte van 5,2 tot 7,5 mm en een vleugellengte van 6,6 tot 9 mm. De vrouwtjes bereiken 6,8 tot 9,2 mm en een vleugellengte van 7 tot 8,3 mm. De vleugels zijn bijna transparant met donkere vleugeladers die geelachtig zijn nabij de basis en een duidelijke bruinachtige ribvlek. De thorax (borststuk) is geel tot roodachtig geel. Een smalle, zwarte lijn loopt midden over het mesonotum, die iets breder wordt bij het scutellum en metanotum. De buik is geel met een duidelijke donkere dorsale middenlijn. Er is een zwarte, ruitvormige vlek op de achterkant van het hoofd achter de ocelli.

## Verspreiding
De gewone eenstreepdansvlieg komt voor in Europa, met uitzondering van het Iberisch schiereiland.[3] Het verblijft van mei tot juli af en toe op grasvelden van mesofiele bossen of in de buurt van heggen.

## Levenswijze
De gewone eenstreepdansvlieg eet insecten of drinkt bijvoorbeeld nectar, bijvoobeeld van schermbloemen en paardenbloem (Taraxacum).